# ساندرو ماتزولا
ساندرو ماتزولاا (به ایتالیایی: Sandro Mazzola) بازیکن فوتبال و اهل ایتالیا است

## تیم ملی
از سال ۱۹۶۳ میلادی عضو تیم ملی فوتبال ایتالیا بوده و در ۷۰ بازی ملی حضور داشته‌است. او در بازی‌های ملی‌اش ۲۲ گل به ثمر رساند.
ساندرو ماتزولا آخرین بازی ملی خود را در سال ۱۹۷۴ میلادی انجام داد."ساندرو ماتزولا"از بازیکنان بسیار قدیمی باشگاه اینترمیلان ویکی از بهترین گلزنان تاریخ این باشگاه ست